# Шуйская, Екатерина Григорьевна
Княгиня Екатерина Григорьевна Шуйская, урожд. Скуратова-Бельская (ум. 15 ноября 1612 года) — супруга князя Дмитрия Ивановича Шуйского, второго брата царя Василия IV Шуйского, которому являлась невесткой.
Из дворянского рода Скуратовы. Младшая дочь известного опричника Малюты Скуратова (ум.1573). Старшая сестра княгиня Анна Григорьевна — жена князя Ивана Михайловича Глинского, который являлся двоюродным братом царя Ивана Грозного. Средняя сестра — Мария Григорьевна была женой Бориса Годунова и царицей в 1598—1605 годах. Возможно, имела ещё одну сестру (в некоторых источниках называют её имя — Елена) была выдана замуж за князя татарского происхождения, в крещении Келмамаев Иван Келмамаевич, упомянутого в 1571 году опричником (оба они умерли молодыми). Имела крестильное имя — Христина.

## Биография
В 1572 году вышла замуж за князя Дмитрия Ивановича Шуйского, который впоследствии являлся престолонаследником бездетного старшего брата царя Василия Шуйского и поэтому княгиня Екатерина Григорьевна могла стать русской царицей. Отец дал приданое вотчину сельцо Семёновское с деревнями и пустошами (всего 660 четвертей земли) Переславского уезда.
В мае 1606 года была в числе близких боярынь коронованной русской царицы Марины Мнишек и во время её свадьбы с Лжедмитрием I одевала её к венцу. Вероятно, что тоже самое было при коронации Марины Мнишек на российский престол.
Весной 1610 года, после освобождения Москвы войском Михаила Васильевича Скопина-Шуйского, князь Иван Михайлович Воротынский Младший, женатый на Марии Петровне, сестра жены царя — царицы Марии Петровне Буйносовой-Ростовской, устроили пир по случаю крестин сына Алексея и И. М. Воротынский просил М. В. Скопина-Шуйского стать крёстным отцом, а княгиню Екатерину Григорьевну — крёстной матерью. Якобы, именно Екатерина Григорьевна поднесла Скопину-Шуйскому 08 апреля на пиру отравленное вино, после чего тот скончался. В качестве причины называется зависть мужа, полководца Дмитрия Ивановича Шуйского и его опасения, что Скопин-Шуйский потеснит его, как наследника престола. После смерти Скопина-Шуйского, Д. И. Шуйский возглавил военный поход с целью деблокады осаждённого Смоленска, однако разгромно проиграл Клушинскую битву. В результате этого, Шуйские были низвержены и увезены поляками в Варшаву, где прошли через унизительную присягу на верность королю Сигизмунду III.
Царь Василий Шуйский (ум. 12 сентября 1612 года), его брат и муж князь Дмитрий Иванович (ум. 17 сентября 1612 года) и невестка Екатерина Григорьевна были заключены в Гостынинский замок, где и умерли. Первоначально были захоронены у ворот замка. Царский брат князь Иван Иванович в 1620 году вернулся из плена.
В 1635 году после Поляновского мира останки Екатерины Григорьевны были перевезены в Россию и погребены в родовой усыпальнице князей Шуйских в Покровском монастыре в Суздале. Её приданое село Семёновское в Переяславль-Залесском уезде было передано в род князей Шуйских.

## В искусстве
- Сериал «Годунов» Кинокомпания Москино, Главкино 2018−2019. Режиссёры: Алексей Андрианов, Тимур Алпатов. Исполнительница роли: Полина Дудкина.